# Videojoc battle royale
Els videojocs battle royale són un gènere que combina supervivència, exploració i saqueig, en un mapa limitat, on l'objectiu és ser l'últim supervivent de tots els participants. Els jugadors comencen sense cap objecte i han de buscar armes, proteccions i equipament per eliminar a la resta d'oponents tot evitant sortir de la zona segura, una àrea on els competidors no reben danys i que cada cop es fa més petita per forçar els enfrontaments. El nom del gènere prové de la pel·lícula japonesa Battle Royale, un film de culte on un grup d'estudiants d'institut és transportat a una illa i han de lluitar entre ells fins que només quedi un supervivent.
Aquest tipus de videojoc es va originar a mods fets per aficionats a Minecraft o Arma 2. De mica en mica es va anar popularitzant, fins que l'any 2017 va aparèixer PlayerUnknown's Battlegrounds. El PUBG ja incloïa tots els components d'un joc battle royale i va esdevenir un fenomen de masses amb més de 400 milions de jugadors mundialment. L'any 2018 va aparèixer Fortnite, un videojoc gratuït que va tenir un gran impacte cultural, especialment entre joves adolescents. A partir d'aleshores, nombrosos videojocs han inclòs un mode battle royale, com Call of Duty: Black Ops 4, i continuen creant-se nous jocs centrats en aquest estil, com Apex Legends que en només una setmana va aconseguir 25 milions de jugadors.

## Concepte
Als battle royale hi participen un gran nombre de jugadors dividits individualment, per parelles o en petits escamots (generalment d'entre tres i cinc persones). A cada partida, l'objectiu és aconseguir ser l'últim equip o participant supervivent, eliminant tota la resta d'oponents. Les partides comencen distribuint els jugadors per tot el mapa: en alguns casos apareixen separats de forma aleatòria però en d'altres es pot triar a quina zona es comença, per exemple saltant en paracaigudes des d'un avió.
Tothom comença amb un equipament mínim, sense donar cap avantatge implícit a ningú. L'equipament que s'ha de fer servir per combatre, sobreviure o desplaçar-se generalment està repartit per tot el mapa, sovint en ubicacions destacades del mapa com bases militars abandonades o pobles fantasma. En aquests llocs els jugadors han de cercar els millors objectes mentre lluiten contra els oponents que se'ls acostin, que no són visibles al mapa i s'han de localitzar veient-los o escoltant-los. Després del combat el jugador derrotat és eliminat i el seu equipament es pot saquejar, preparant millor el guanyador contra nous adversaris. En els modes per equip abans de ser eliminat, un jugador sol tenir l'opció de ser reviscut durant un curt període pels seus aliats.
Per fer que el ritme d'enfrontaments no decaigui, generalment, hi ha algun tipus de mecànica per fer acostar els jugadors a mesura que el joc avança. Sovint s'estableix una "zona segura", que es va fent petita, on els jugadors han d'anar si no volen rebre dany constant i eventualment morir. El joc el guanya la persona o equip que sobreviu fins al final. Habitualment, tothom rep una recompensa proporcional als jugadors eliminats o al temps que s'ha sobreviscut (en forma de moneda del joc per comprar elements cosmètics).

## Història

### Primers jocs
El videojoc Bomberman, de l'any 1983, es considera un dels primers jocs del gènere battle royale, on els participants competien en un mapa 2D per eliminar-se els uns als altres posant bombes en un laberint. Més endavant, molts videojocs de tir de la dècada del 2000 van incorporar el mode de joc anomenat últim home dempeus, on el guanyador era qui aconseguia eliminar la resta de jugadors. Un d'aquests jocs va ser l'Unreal Tournament, desenvolupat amb l'Unreal Engine que eventualment seria el motor que s'usaria per crear Fortnite. En aquests primers jocs, els elements d'exploració i saqueig no existien. Aquestes característiques es van afegir posteriorment, provinents dels jocs de món obert popularitzats pels videojocs de supervivència.
Poc després del llançament de la popular pel·lícula Els jocs de la fam, l'any 2012, es va crear un servidor a Minecraft seguint el mateix concepte. En aquest servidor, els jugadors apareixien al centre del mapa, a la vora de cofres amb equipament, i l'objectiu era derrotar a tots els oponents.
L'any següent apareixeria un mod pel videojoc Arma 2, anomenat DayZ, on els jugadors competien per aconseguir subministraments bàsics per sobreviure en un mapa ple de diversos perills. Tot i que aquestes partides incloïen enfrontaments entre els jugadors, el ritme era menys frenètic, ja que el mapa era molt gran i hi havia perills més diversos. Els jocs que vindrien després sacrificarien la llibertat d'aquest estil per afavorir enfrontaments més freqüents.

### L'esclat del battle royale
Els mods de tipus battle royale, especialment DayZ, es van anar polint i amb el temps van guanyar notorietat. Veient-hi el potencial, alguns estudis petits van apostar per crear nous videojocs totalment centrats en aquest mode de joc. Aquests videojocs van començar a aparèixer per primer cop l'any 2016.
Des del 2014 un dels principals creadors del mod DayZ, Brendan Greene conegut amb el sobrenom de PlayerUnknown, va esdevenir consultor per l'empresa Sony Online Entertainment (Daybreak) i va assessorar-los durant la creació del seu propi videojoc battle royale: H1Z1. Aquest joc es va publicar en accés anticipat el 15 de gener del 2015 i el març d'aquell mateix any ja havia arribat al milió de vendes. Aquest videojoc era molt semblant al DayZ, amb morts vivents, però ja introduïa el gas tòxic per reduir l'àrea de mapa, el salt amb paracaigudes al mapa i també molts elements de jocs de supervivència. El juny d'aquell mateix any l'empresa Studio Wildcard va publicar en accés anticipat el videojoc Ark: Survival Evolved, un videojoc d'acció amb dinosaures, que també incloïa un mode de joc tipus battle royale anomenat "supervivència del més apte". Aquest mètode de joc es va llançar el 2016 de franc de forma independent, però no va tenir èxit i poc després abandonarien el projecte.
La companyia Xaviant va llançar en accés anticipat el joc The Culling el 4 de març del 2016. En aquest joc setze jugadors lluitaven per sobreviure en una colossal cúpula, amb prats, llacs i edificis abandonats a dins, començant sense cap eina però amb la possibilitat de fabricar o trobar armes a diferents llocs de la cúpula. Per facilitar els combats, a més a més d'un gas tòxic que empetitia el mapa, els jugadors també tenien un detector de persones.
Després de l'èxit d'H1Z1, l'any 2016, Brendan Greene va fitxar per l'estudi sud-coreà Bluehole en el desenvolupament del battle royale que definiria el gènere: PlayerUnknown's Battlegrounds, sovint abreujat com a PUBG. L'anunci del joc generaria molta expectativa, i el llançament de l'accés anticipat el 23 de març del 2017, aconseguiria vendre un milió de còpies a Steam en només setze dies, aportant un benefici a la companyia d'onze milions de dòlars. PUBG ja incorporava tots els elements característics del gènere battle royale: salt en paracaigudes, reducció del mapa, saqueig d'equipament, vehicles... i va tenir un impacte important en el món del videojoc. El setembre d'aquell mateix any van assolir la xifra rècord de més d'un milió de jugadors simultanis a Steam, amb centenars de milers més mirant partides a través de Twitch.
Més o menys al mateix temps del llançament de PUBG, Epic Games havia publicat el joc de supervivència cooperatiu Fortnite. Veient l'èxit de PUBG, i aprofitant les possibilitats del seu joc, el 26 de setembre del 2017 van començar la distribució gratuïta del mode de joc battle royale a PlayStation 4, Xbox One i ordinador. L'èxit va ser immediat, atreient 10 milions de jugadors en només dues setmanes. Tot i mantenir l'estil battle royale, Fortnite incloïa nombroses diferències com un estil gràfic de dibuixos animats, la possibilitat de construir defenses i un mapa més petit per accelerar l'acció.

### L'entrada de les grans distribuïdores
Gràcies a l'èxit de Fortnite i PUBG, el gènere battle royale va captar l'atenció de les grans distribuïdores de videojocs. Grans companyies com Electronic Arts, Activision i Ubisoft van reconèixer l'impacte del gènere battle royale durant el 2018 i van anunciar plans d'incorporar-lo en els seus futurs jocs.
Activision va moure fitxa amb la introducció del mode "Blackout" a Call of Duty: Black Ops 4, a finals del 2018. De manera similar, Electronics Arts va incloure el mode "Firestorm" a Battlefield V, a principis del 2019. Durant el 2018, altres jocs importants, com Dota 2 i Counter-Strike: Global Offensive, també van incloure modes de joc battle royale.
La resposta directa d'EA tampoc es faria esperar, el 4 de febrer del 2019 es publicaria Apex Legends un videojoc desenvolupat des de zero per Respawn Entertainment amb l'objectiu de contrarestar Fortnite basat en l'univers de Titanfall. El joc es va publicar per a Microsoft Windows, PlayStation 4 i Xbox One i en una setmana va aconseguir atreure 25 milions de jugadors.